# Tuberosidade pterigoide
A tuberosidade pterigoidea ou pterigóide é uma estrutura anatômica, formada por várias rugosidades e se localiza na face interna do ramo da mandíbula. Essas rugosidades são devido à inserção do músculo pterigóide medial.